# Туф
Туфите (на италиански: tufo) са група скали с вулканичен или утаечен произход, характеризиращи се с пореста структура, добра обработваемост и ниска плътност. Изградени са от скални отломки, продукти, характерни за вулканичните изригвания, както от утаечни и невулканични примеси, здраво споени от някакво свързващо вещество. Прието е то да се нарича цимент и може да бъде с най-различен състав – глинесто, карбонатно, вулканична пепел и пясък и т.н. Туфите намират широко приложение като строителен материал.

## Разновидности
Според произхода се различават три вида туфи:
- Вулканични – циментирани и уплътнени ронливи скали, образувани при вулканични изригвания.
- Варовикови – леки порести скали, образувани при отлагания в твърда вода, с високо съдържание на варовик. Типичен представител е травертинът (варовит туф).
- Силициеви – Създадени от отлаганията при топли или горещи извори. Представител – гейзерит.

## Вулканични туфи
Вулканичните туфи са група скали, съставени от циментирани в твърда маса здрави, рохкави, разнообразни скални и минерални късове, пемза и вулканично стъкло, продукти на вулканични изригвания, лавови потоци или лахари. Размерите на отломките се движат в широки граници. Получават се и от смесване на този тип скали с морски седименти.  В състава им са включени вулканична пепел (по-малки от 0,1 мм), вулканичен пясък (зрънца с размери 0,1 – 2 мм), лапили (отломки от 2 до 64 мм), вулканични бомби (късове с големина над 64 мм.) и др. Свързващото вещество е вулканична пепел, глинести или силициеви вещества, а понякога и продукти от разлагането на вулканичната пепел.
Структурата на вулканичните туфи е конгломератна, а текстурата – нееднородна, грубослоиста. Формата на отломките в по-грубите туфи може да бъде кръгла (вулканични бомби), остроъгълна или накъдрена. Над 90% от обема на скалата са заети от пирокластичен материал, съответстващ по състав на ефузивни скали. Външният им вид е твърде разнообразен. Зависи от типа на преобладаващите вулканични продукти, техния състав, цвят, порьозност, както и доколко са видоизменени от последвалите хидрохимически процеси.
Поради по-слабата или по-силна последвала метаморфизация, във вулканичните туфи протичат определени промени, понякога прикриващи до известна степен първоначалния им характер. Тъй като са съставени от продукти на изригванията, те придружават само ефузивни скали. Затова тяхното присъствие служи като аргумент за вулканичния произход на тези скали и доказва, че в района някога са действали вулкани, въпреки че не са запазени други следи от тяхното съществуване.

## Варовикови туфи
Варовиковият туф е поликристална, хомогенна утаечна скала, която е съставена от карбонатни минерали. В допълнение към тях има примеси от оксиди на силиций, желязо, алуминий и други елементи. Цветът на варовиковия туф в чистата му форма е бял, но поради наличието на множество примеси, той може да се променя и преминава в пясъчни и кафяви нюанси с различна степен на наситеност. Понякога, ако има примеси от желязо, цветът му става червен. Скалата е доста мека, с много пори, което я прави лесна за обработка.

### Характеристика
Според физико-механичните си свойства и геоложки произход варовиковият туф се нарежда между мрамор и варовик. Плътността му е 2740 кг/м3. Тази скала може да има неравномерна порьозност, което се предопределя от особеностите на процеса на образуване, но средно този показател е около 8,2%. Процентът на абсорбция на водата е 1,7%, а якостта на натиск е сравнително ниска – 47 MPa. Освен това той има уникално висока устойчивост на удар, разцепване, огъване и не висока твърдост, което отново води до лесната му обработка. Коефициентът на омекване е 0,81. Индексът на устойчивост на замръзване е в диапазона 50 – 600 цикъла замръзване-размразяване. При контакт с въздуха варовиковият туф се втвърдява. Основният недостатък на скалата е ниската водоустойчивост на някои от неговите видове и високата чувствителност към киселини.

### Образуване
Физико-химичното отлагане на карбонатите винаги е свързано с растежа на калцитни кристали в богати на CO2 подземни води, пренаситени с калциеви йони. Варовиковите туфи се образуват при наличието на утайки в твърда вода, с високо съдържание на СаСО3. Когато такава вода излезе на повърхността и парциалното налягане намалее, излишъкът от въглероден диоксид се отделя и се получава много слабо разтворимият калциев карбонат. Варовикът изкристализира отново, утаява се от разтвора и се отлага по дъното и околните повърхности. Този процес е особено ускорен при горещите извори. Така се образуват например сталактитите и сталагмитите в пещерите.
Варовиковите туфи се образуват главно в бързо течащи води, особено при бързеите и водопадите, както и там, където се намират повече водни растения. Това е така, тъй като способността на киселия калциев карбонат да се разтваря във вода е в пряка зависимост от съдържащия се в нея свободен СО2, чието количество бързо намалява при нейното аериране. Понеже водните растения абсорбират разтворения в нея СО2, те подпомагат отделянето и утаяването на СаСО3. Така образуването на утайка се извършва върху струпвания от дървесни и растителни остатъци, или върху водорасли. В първия случай се образуват силни, трайни видове, а във втория – туфи с по-малка плътност, фино порести, които включват малки черупчести мекотели. Калциевият карбонат се отлага сред масите от дървесни и други растителни остатъци под формата на арагонит и калцит. Разлагащото се растително вещество се заменя с калциевия карбонат и осигурява необходимите биохимични условия за образуването на туфи. Колкото по-голям е обемът на натрупване на дървесно-растителната материя, толкова повече обемът е наситен с колоидни карбонати и толкова по-благоприятни са условията за образуване на варовити туфи при следващи трансформации. Такива туфи могат да покриват и цели растения или части от тях, които се развиват във и около изворите.
Неравномерното разпределение на натрупванията на дървесни растителни остатъци и различните им размери определят характера на разпределението на туфите в находищата. Депозитите се образуват в непосредствена близост до крайбрежните скали на блата, плитки крайбрежни езерни низини или стръмните брегове на някои речни долини, образувани от карбонатни утаечни скали.
Понякога варовиковите туфи се формират на множество места по протежение на водния поток, близо до пресноводни извори и естествени прегради, в резултат на което отлагането е неравномерно и се получават стъпаловидни тераси, т.нар. „каскади“.

### Класификация
Класификацията на варовиковите туфи в депозитни модели се разглежда от различни автори – Pedley през 1990 и 2009, Violante през 1994, Ford и Pedley през 1996, Carthew през 2003 и 2006 и други. Класификацията по принцип се основава на геометрията на депозитите, детайлите в седиментите и петрологията (например каскадни, речни, езерни и блатни). За разлика от тях, Arenas-Abad през 2010 г. предлага групирането на всички признати по-рано варовикови видове туфи в два модела:
- Нискоградиентни – отложени при нестъпаловидни речни и речно-езерни условия, към които са присъединени и блатните туфи
- Високоградиентни – стъпаловидни, обикновено със слоиста структура речни и езерни туфи и такива с променливо развитие при райони с прегради, водопади и завирени места.[9]

Според мястото си на отлагане могат да бъдат:
- Речни депозити
- Езерни депозити
- Блатни депозити
- Пещерни отлагания
- Сталактити

### Травертин
Няма консенсус сред геолозите дали варовиковият туф и травертинът са една и съща скала, тъй като се отличават само с различната си степен на плътност. Травертинът (варовит туф) е пореста скала, образувана в резултат на утаяване на калциев карбонат в горещи или студени извори. Често съдържа отпечатъци от растения и животински отломки. Отлага се и от подземни води в карстови пещери, образувайки специфични порести разновидности на сталактити и сталагмити. Той е особено интересен с правилното си разположение на порите.
Известни са термалните извори на Памуккале в Турция, извиращи по травертиновите отлагания на склона на планината.

### Биология
В условия на микробна биомедиация (множество микроорганизми, чиито клетки са прикрепени една за друга) започва ефективно утаяването на калцит, който е полиморфна модификация на CaCO3. След време, като резултат се образуват варовикови туфи в речната система, дори доста близо до извора. Този принос е значително по-голям при туфовите системи, отколкото при травертиновите.
Тъй като отлаганията от варовикови туфи са силно порьозни, те създават важни, мокри и влажни местообитания, подходящи за развитието на разнообразна флора. При тях намират своето място бриофитите – мъхове, чернодробни мъхове, едноклетъчните диатомеи и други растения.

### Разпространение
Варовиковите туфи са доста разпространени под формата на малки находища и отлагания в райони с развити мощни слоеве от утаечни карбонатни скали, при които има множество източници на активни повърхностни и подземни води, богати на калциев карбонат и с голям дебит.
Основните находища на варовикови туфи са в Италия, Турция, Германия, Закавказието, Армения, Русия, Иран, Република Южна Африка, Киргизстан и Азербайджан. Най-известните находища на варовикови туфи с каскади се намират в Хиераполис – известни са тези в Памуккале в Турция – травертинови отлагания по склона на планината, а също и в областта Арарат, близо до Ереван, Армения. Находищата в Армения и Кабардино-Балкария са от розов и черен туф, в Грузия – с рядък, златист цвят, иранските – червени и жълти.
Големи залежи от травертин има в китайския резерват Хуанлун („Жълтият дракон“), известен с живописните си травертинови тераси, разположени в северозападната част на провинция Съчуан, включен в Списъка на световното културно и природно наследство на ЮНЕСКО. В областта Узген в Киргизстан се намира известното находище на травертин Жалпакташ. Залежи от травертин има в областта Подолие в Украйна и на много други места по света.

### Употреба
Варовиковият туф има характеристики, важни за строителни и архитектурни цели като топла цветова гама, здравина, издръжливост, отлична звуко- и топлоизолация, устойчивост на атмосферни влияния, висока устойчивост на замръзване и други.
По-порестите видове се ползват за украса на градини, аквариуми, терариуми и други, а по-плътните – като строителен материал и като декоративен облицовъчен камък. Ползва се като материал за изработване на скулптури, паметници и други елементи на ландшафтния дизайн. Под формата на плочи се използва за подови настилки и облицовки. Най-често се употребява за създаване на архитектурен дизайн в стил „Античен“. За тези цели материалът се използва в естествената му форма с предварително шпакловане и пълнител, подбран съобразно цветовата гама. Съществен недостатък обаче е, че влиянието на влагата е критична за него и лесно се замърсява. За да се предотвратят тези несъвършенства, повърхността на материала се обработва с филмообразуващи полимерни материали, най-често силиконови емулсии.

## Силициеви туфи
Силициевите туфи представляват отлагания от извори с високо съдържание на силиций. Особено разпространени са при горещите извори и гейзерите.

### Гейзерит
Гейзеритът (силициев туф) е бяла или светло оцветена, туфоподобна опалова скала, образувана при утаяване на силициев диоксид от водите на горещи извори и гейзери. Състои се главно от опал, смесен с алуминиев оксид. Цветът им е бял, сив, розов или кафяв. Характеризира се със слоеста структура и наличието на силифицирани растителни остатъци. Депозитът от тази скала около гейзерите има особена хълмиста форма.
Гейзеритът се отлага по дъното и бреговете на термални водни потоци и образува структури и „шлейфове“ около гейзерите. В продължително съществуващите съвременни хидротермални системи, свързани с вулканизма, той образува напластени отлагания с дебелина до 30 м. След прекратяване на хидротремалната активност те бързо се разрушават и рядко могат да бъдат намерени като изкопаеми. Образуването на гейзерити е свързано с високи концентрации на силициев диоксид в термалните води. Разтворимостта на кварца се увеличава с повишаване на температурата, а при преохлаждане на термалната вода в близост до повърхността, се получава пренасищане със силициев диоксид. Силициевите киселини имат способността да образуват дълговременни, стабилни преситени разтвори и от тях не се утаяват кристални, а аморфни структури. Постепенното стареене на колоидните разтвори води до отлагането на опал под формата на гранули с размер 0,2 – 100 µm.

## Изкуствен туф
Туфите могат да се получат и по изкуствен начин. Смесват се една част цимент, две части пясък и торф. Получената смес се разрежда с вода и се добавя някакво багрило. След втвърдяването се образува маса, която наподобява естествена текстура на туфите.
Свойствата на изкуствения материал са малко по-различни от тези на естествения. Той е по-тежък и се обработва по-трудно. Затова при производството готовата маса незабавно се излива във форми, за да се получат необходимите блокове или плочи.